# Max Bense
Max Bense (7. února 1910, Štrasburk – 29. dubna 1990, Stuttgart) byl německý filozof a teoretik umění a vědy, představitel existenciálního racionalismu.

## Život
Narodil se v roce 1910 ve Štrasburku jako syn vojáka. V roce 1918 se s rodinou přestěhoval do Nordgermerslebenu poblíž Magdeburgu. Zde vystudoval základní školu. Střední školu vychodil v Haldenslebenu. Roku 1920 se jeho rodina znovu přestěhovala do Kolína nad Rýnem. Od roku 1930 studoval matematiku, fyziku, geologii, mineralogii a filosofii na Kolínské univerzitě a univerzitě v Bonnu, kde o sedm let později získal hodnost doktora přírodních věd. Následně byl zaměstnán jako fyzik ve společnosti IG Farben. Uvažoval tehdy však o emigraci do Ameriky.
Na začátku druhé světové války byl nejprve sice povolán do armády, nakonec se v roce 1941 ale stal výzkumníkem na Elektrotechnickém institutu Dr. Hollmanna v Berlíně a Georgienthalu, který se zabýval zlepšováním německých zbraní. Zde Bense působil až do konce války. Roku 1945 získal místo na univerzitě v Jeně. V roce 1948 z Jeny kvůli komunistickému režimu uprchl do Západního Německa, kde nejprve dočasně pracoval v Rheinisches Kulturinstitutu v Koblenzi. Věnoval se tehdy i spolupráci s rozhlasem, publikoval ale už od roku 1930. V roce 1949 nastoupil na univerzitu ve Stuttgartu, kde se díky svým živým přednáškám mezi studenty brzy stal velmi oblíbeným učitelem. Roku 1950 habilitoval. Mezi lety 1953 a 1958 i 1965 a 1966 přednášel na univerzitě na Ulmu, v 60. letech rovněž Univerzitě výtvarných umění v Hamburku. V druhé polovině 60. let vydal čtyři svazky svého nejvýznamnějšího díla Aesthetica. Podnikal řadu cest do rozličných států Evropy, ale i Izraele, Japonska, Mexika a USA. Roku 1966 byl jmenován řádným profesorem. V roce 1990 ve Stuttgartu zemřel.

## Dílo
Bens se pokoušel vytvořit estetiku jako racionální vědu, k čemuž chtěl využít poznatky z lingvistiky a teorie informace.
- Raum und Ich. Eine Philosophie über den Raum. Luken & Luken, Berlín 1934
- Aufstand des Geistes. Eine Verteidigung der Erkenntnis. Deutsche Verlags-Anstalt, Stuttgart 1935
- Anti-Klages oder Von der Würde des Menschen. Widerstands-Verlag (Anna Niekisch), Berlín 1937
- Kierkegaard-Brevier. Insel, Leipzig 1937
- Quantenmechanik und Daseinsrelativität. Eine Untersuchung über die Prinzipien der Quantenmechanik und ihre Beziehung zu Schelers Lehre von der Daseinsrelativität der Gegenstandsarten. Welzel, Kolín nad Rýnem 1938
- Vom Wesen deutscher Denker oder Zwischen Kritik und Imperativ. Oldenburg, Mnichov/Berlín 1938
- Die abendländische Leidenschaft oder Zur Kritik der Existenz. Oldenburg, Mnichov/Berlín 1938
- Geist der Mathematik. Abschnitte aus der Philosophie der Arithmetik und Geometrie. Oldenburg, Mnichov/Berlín 1939
- Aus der Philosophie der Gegenwart. Staufen, Kolín nad Rýnem 1940
- Einleitung in die Philosophie. Eine Einübung des Geistes. Oldenburg, Mnichov 1941
- Sören Kierkegaard. Leben im Geist. Hoffmann und Campe, Hamburk 1942
- Physikalische Welträtsel. Ein Buch von Atomen, Kernen, Strahlen und Zellen. Staufen, Kolín nad Rýnem 1942
- Briefe großer Naturforscher und Mathematiker. Staufen, Kolín nad Rýnem 1943
- Das Leben der Mathematiker. Bilder aus der Geistesgeschichte der Mathematik. Staufen, Kolín nad Rýnem 1944
- Über Leibniz. Leibniz und seine Ideologie. Der geistige Mensch und die Technik. Rauch, Jena 1946
- Konturen einer Geistesgeschichte der Mathematik. Die Mathematik und die Wissenschaften. (2 volumes) Claassen & Goverts, Hamburk 1946-1949
- Philosophie als Forschung. Staufen, Kolín nad Rýnem 1947
- Umgang mit Philosophen. Essays. Staufen, Kolín nad Rýnem 1947
- Hegel und Kierkegaard. Eine prinzipielle Untersuchung. Staufen, Kolín nad Rýnem 1948
- Von der Verborgenheit des Geistes. Habel, Berlín 1948
- Was ist Existenzphilosophie?. Butzon & Bercker, Kevelaer 1949
- Moderne Naturphilosophie. Butzon & Bercker, Kevelaer 1949
- Technische Existenz. Essays. Deutsche Verlags-Anstalt, Stuttgart 1949
- Geschichte der Wissenschaften in Tabellen. Butzon&Bercker, Kevelaer 1949
- Literaturmetaphysik. Der Schriftsteller in der technischen Welt. Deutsche Verlags-Anstalt, Stuttgart 1950
- Ptolemäer und Mauretanier oder Die theologische Emigration der deutschen Literatur. Kiepenheuer & Witsch, Kolín nad Rýnem/Berlín 1950
- Was ist Elektrizität? Butzon & Bercker, Kevelaer 1950
- Die Philosophie. Suhrkamp, Frankfurt/Main 1951
- Plakatwelt. Vier Essays. Deutsche Verlags-Anstalt, Stuttgart 1952
- Die Theorie Kafkas. Kiepenheuer & Witsch, Kolín nad Rýnem/Berlín 1952
- Der Begriff der Naturphilosophie. Deutsche Verlags-Anstalt, Stuttgart 1953
- Aesthetica (I). Metaphysische Beobachtungen am Schönen. Deutsche Verlags-Anstalt, Stuttgart 1954
- Descartes und die Folgen (I). Ein aktueller Traktat. Agis, Krefeld/Baden-Baden 1955
- Aesthetica (II). Aesthetische Information. Agis, Baden-Baden 1956
- Rationalismus und Sensibilität. Präsentationen. (Mit Elisabeth Walther) Agis, Krefeld/Baden-Baden 1956
- Aesthetica (III). Ästhetik und Zivilisation. Theorie der ästhetischen Zivilisation. Agis, Krefeld/Baden-Baden 1958
- Kunst und Intelligenz als Problem der Moderne. Kulturamt, Dortmund 1959
- Aesthetica (IV). Programmierung des Schönen. Allgemeine Texttheorie und Textästhetik. Agis, Krefeld/Baden-Baden 1960
- Grignan-Serie. Beschreibung einer Landschaft. Der Augenblick, Stuttgart 1960
- Descartes und die Folgen (II). Ein Geräusch in der Straße. Agis, Krefeld/Baden-Baden 1960
- Die Idee der Politik in der technischen Welt. Kulturamt, Dortmund 1960
- aprèsfiche für uns hier und für andere von Max Bense. Werbung für „Rheinlandschaft“. Burkhardt, Stuttgart 1961
- Bestandteile des Vorüber. Dünnschliffe Mischtexte Montagen. Kiepenheuer & Witsch, Kolín nad Rýnem 1961
- Rosenschuttplatz. (With Clytus Gottwald) Mayer, Stuttgart 1961
- Reste eines Gesichtes. (With Karl-Georg Pfahler). Mayer, Stuttgart 1961
- Entwurf einer Rheinlandschaft. Kiepenheuer & Witsch, Kolín nad Rýnem/Berlín 1962
- theorie der texte. Eine Einführung in neuere Auffassungen und Methoden. Kiepenheuer & Witsch, Kolín nad Rýnem 1962
- Die präzisen Vergnügen. Versuche und Modelle. Limes, Wiesbaden 1964
- Aesthetica. Einführung in die neue Aesthetik. Agis, Baden-Baden 1965
- Zufällige Wortereignisse. Mayer, Stuttgart 1965
- Brasilianische Intelligenz. Eine cartesianische Reflexion. Limes, Wiesbaden 1965
- jetzt. Mayer, Stuttgart 1965
- tallose berge. Mayer, Stuttgart 1965
- Ungehorsam der Ideen. Abschließender Traktat über Intelligenz und technische Welt. Kiepenheuer & Witsch, Kolín nad Rýnem/Berlín 1965
- zusammenfassende grundlegung moderner ästhetik. galerie press, St. Gallen 1966
- Epische Studie zu einem epikureischen Doppelspiel. Hake, Kolín nad Rýnem 1967
- Die Zerstörung des Durstes durch Wasser. Einer Liebesgeschichte zufälliges Textereignis. Kiepenheuer & Witsch, Kolín nad Rýnem 1967
- Semiotik. Allgemeine Theorie der Zeichen. Agis, Baden-Baden 1967
- kleine abstrakte ästhetik. edition rot, Stuttgart 1969
- Einführung in die informationstheoretische Ästhetik. Grundlegung und Anwendung in der Texttheorie. Rowohlt, Reinbek 1969
- Der Monolog der Terry Jo. (With Ludwig Harig) In: Klaus Schöning (Ed.): Neues Hörspiel. Texte. Partituren. Suhrkamp, Frankfurt/Main 1969, pp. 59–91
- Artistik und Engagement. Präsentation ästhetischer Objekte. Kiepenheuer & Witsch, Kolín nad Rýnem 1970
- Existenzmitteilung aus San Franzisko. Hake, Kolín nad Rýnem 1970
- nur glas ist wie glas. werbetexte. Fietkau, Berlín 1970
- Die Realität der Literatur. Autoren und ihre Texte. Kiepenheuer & Witsch, Kolín nad Rýnem 1971
- Zeichen und Design. Semiotische Ästhetik. Agis, Baden-Baden 1971
- Wörterbuch der Semiotik. (With Elisabeth Walther) Kiepenheuer & Witsch, Kolín nad Rýnem 1973
- Semiotische Prozesse und Systeme in Wissenschaftstheorie und Design, Ästhetik und Mathematik. Semiotik vom höheren Standpunkt. Agis, Baden-Baden 1975
- Vermittlung der Realitäten. Semiotische Erkenntnistheorie. Agis, Baden-Baden 1976
- Das Auge Epikurs. Indirektes über Malerei. Deutsche Verlags-Anstalt, Stuttgart 1979
- Die Unwahrscheinlichkeit des Ästhetischen und die semiotische Konzeption der Kunst. Agis, Baden-Baden 1979
- Axiomatik und Semiotik in Mathematik und Naturerkenntnis. Agis, Baden-Baden 1981
- Zentrales und Occasionelles. Poetische Bemerkungen. Edition Künstlerhaus, Stuttgart 1981
- Das Universum der Zeichen. Essays über die Expansionen der Semiotik. Agis, Baden-Baden 1983
- Das graue Rot der Poesie. Gedichte. Agis, Baden-Baden 1983
- Kosmos Atheos. Gedichte. Agis, Baden-Baden 1985
- Repräsentation und Fundierung der Realitäten. Fazit semiotischer Perspektiven. Agis, Baden-Baden 1986
- Nacht-Euklidische Verstecke. Poetische Texte. Agis, Baden-Baden 1988
- Poetische Abstraktionen. Gedichte und Aphorismen. Manus Presse, Stuttgart 1990
- Der Mann, an den ich denke. Ein Fragment. (from his unpublished works, ed. by Elisabeth Walther) edition rot, Stuttgart 1991
- Die Eigenrealität der Zeichen. (from his unpublished works, ed. by Elisabeth Walther) Agis, Baden-Baden 1992